# Női páros tenisz a 2016. évi nyári olimpiai játékokon
A 2016. évi nyári olimpiai játékokon a tenisz női páros versenyszámát augusztus 6−14. között rendezték meg. A címvédők a 2008. évi és a 2012. évi olimpiai játékokon is győztes amerikai Serena Williams–Venus Williams páros volt, ők azonban már az első körben vereséget szenvedtek a cseh Lucie Šafářová–Barbora Strýcová párostól, így ezúttal már nem tudták megvédeni címüket.
Az olimpiai bajnoki címet az orosz Jekatyerina Makarova–Jelena Vesznyina páros nyerte, miután a döntőben 6-4, 6-4 arányban legyőzték a svájci Bacsinszky Tímea-Martina Hingis kettőst. A harmadik helyet a cseh Lucie Šafářová–Barbora Strýcová páros szerezte meg.

## Az indulásra jogosult párosok
Az előre meghatározott kvalifikációs szabályok alapján az ITF 2016. június 30-án közzétett listája szerint az alábbi versenyzők indulhattak az olimpián. A világranglistán elért helyezés alapján kvalifikációra jogosult, de valamilyen ok miatt nem indult versenyzők a táblázatban színezéssel jelölve.
| a | A versenyző sérülés vagy egyéni döntés alapján nem indult el                                         |
| b | A versenyző Fed-kupán való részvételének mértéke nem érte el a kívánt szintet                        |
| c | A versenyző nem indulhatott el, mert országából már négy másik versenyző jogot szerzett az indulásra |
| d | A versenyző visszavonult a sportolástól                                                              |
| e | A versenyző versenyzési joga felfüggesztésre került                                                  |
| f | Az ITF Olimpiai Bizottságának szabadkártyájával indulhat                                             |
| g | A Fed-kupa részvételek alapján kapott szabadkártyát                                                  |

| No.                                         | CR                                          | A játékos                                   | A játékos                                   | A játékos                                   | B játékos                                   | B játékos                                   | B játékos                                   | Ország                                      |
| No.                                         | CR                                          | SR†                                         | DR‡                                         | Név                                         | SR†                                         | DR‡                                         | Név                                         | Ország                                      |
| Világranglista alapján indulásra jogosultak | Világranglista alapján indulásra jogosultak | Világranglista alapján indulásra jogosultak | Világranglista alapján indulásra jogosultak | Világranglista alapján indulásra jogosultak | Világranglista alapján indulásra jogosultak | Világranglista alapján indulásra jogosultak | Világranglista alapján indulásra jogosultak | Világranglista alapján indulásra jogosultak |
| ------------------------------------------- | ------------------------------------------- | ------------------------------------------- | ------------------------------------------- | ------------------------------------------- | ------------------------------------------- | ------------------------------------------- | ------------------------------------------- | ------------------------------------------- |
| 1                                           | 12                                          | –                                           | 1                                           | Martina Hingis                              | 11                                          | 363                                         | Bacsinszky Tímea                            | Svájc (SUI)                                 |
| 2                                           | 191                                         | –                                           | 1                                           | Szánija Mirza                               | –                                           | 190                                         | Prarthana Thombare                          | India (IND)                                 |
| 3                                           | 7                                           | –                                           | 3                                           | Caroline Garcia                             | –                                           | 4                                           | Kristina Mladenovic                         | Franciaország (FRA)                         |
| 4                                           | 11                                          | –                                           | 5                                           | Csan Jung-zsan (Chan Yung-jan)              | –                                           | 6                                           | Csang Hao-csing (Chan Hao-ching)            | Tajvan (TPE)                                |
| 5                                           | 19                                          | –                                           | 7                                           | Jelena Vesznyina                            | –                                           | 12                                          | Jekatyerina Makarova                        | Oroszország (RUS)                           |
| 6                                           | 191                                         | –                                           | 8                                           | Jaroszlava Svedova                          | –                                           | 183                                         | Galina Voszkobojeva                         | Kazahsztán (KAZ)                            |
| 7                                           | 29                                          | –                                           | 9                                           | Bethanie Mattek-Sandsg                      | –                                           | 20                                          | Coco Vandeweghe                             | Egyesült Államok (USA)                      |
| 8                                           | 21                                          | –                                           | 10                                          | Lucie Hradecká                              | –                                           | 11                                          | Andrea Hlaváčková                           | Csehország (CZE)                            |
| További indulásra jogosultak                |                                             |                                             |                                             |                                             |                                             |                                             |                                             |                                             |
| 9                                           | 9                                           | 1                                           | –                                           | Serena Williams                             | 8                                           | –                                           | Venus Williams                              | Egyesült Államok (USA)                      |
| 10                                          | 14                                          | 2                                           | –                                           | Garbiñe Muguruza                            | 12                                          | –                                           | Carla Suárez Navarro                        | Spanyolország (ESP)                         |
| 11                                          | 28                                          | 7                                           | –                                           | Roberta Vinci                               | 21                                          | –                                           | Sara Errani                                 | Olaszország (ITA)                           |
| 12                                          | 34                                          | –                                           | 16                                          | Cseng Szaj-szaj (Zheng Saisai)              | –                                           | 18                                          | Hszü Ji-fan (Xu Ji-fan)                     | Kína (CHN)                                  |
| 13                                          | 39                                          | 10                                          | –                                           | Szvetlana Kuznyecova                        | –                                           | 29                                          | Darja Kaszatkina                            | Oroszország (RUS)                           |
| 14                                          | 42                                          | 4                                           | –                                           | Angelique Kerber                            | 38                                          | –                                           | Andrea Petković                             | Németország (GER)                           |
| 15                                          | 44                                          | –                                           | 14                                          | Lucie Šafářová                              | 30                                          | –                                           | Barbora Strýcová                            | Csehország (CZE)                            |
| 16                                          | 56                                          | 27                                          | –                                           | Irina-Camelia Begu                          | –                                           | 29                                          | Monica Niculescu                            | Románia (ROU)                               |
| 17                                          | 60                                          | –                                           | 30                                          | Anabel Medina Garrigues                     | –                                           | 30                                          | Arantxa Parra Santonja                      | Spanyolország (ESP)                         |
| 18                                          | 69                                          | –                                           | 27                                          | Anna-Lena Grönefeld                         | 42                                          | –                                           | Laura Siegemund                             | Németország (GER)                           |
| 19                                          | 71                                          | 20                                          | –                                           | Eina Szvitolina                             | –                                           | 51                                          | Olha Szavcsuk                               | Ukrajna (UKR)                               |
| 20                                          | 72                                          | 16                                          | –                                           | Samantha Stosur                             | 56                                          | –                                           | Daria Gavrilova                             | Ausztrália (AUS)                            |
| 21                                          | 74                                          | 19                                          | –                                           | Konta Johanna                               | 55                                          | –                                           | Heather Watson                              | Nagy-Britannia (GBR)                        |
| 22                                          | 80                                          | 24                                          | –                                           | Jelena Janković                             | –                                           | 56                                          | Aleksandra Krunić                           | Szerbia (SRB)                               |
| 23                                          | 89                                          | –                                           | 39                                          | Csuang Csia-zsung (Chuang Chia-jung)g       | –                                           | 50                                          | Hszie Su-vej (Hsieh Su-wei)                 | Tajvan (TPE)                                |
| 24                                          |                                             | 63                                          | –                                           | Csang Suaj (Zhang Shuai)                    | –                                           | 27PR                                        | Peng Suaj (Peng Shuai)                      | Kína (CHN)                                  |
| ITF helyek                                  |                                             |                                             |                                             |                                             |                                             |                                             |                                             |                                             |
| 25                                          | 92                                          | –                                           | 44                                          | Gabriela Dabrowski                          | 48                                          | –                                           | Eugenie Bouchard                            | Kanada (CAN)                                |
| 26                                          | 110                                         | 49                                          | –                                           | Doi Miszaki                                 | –                                           | 61                                          | Hozumi Eri                                  | Japán (JPN)                                 |
| 27                                          | 135                                         | –                                           | 64                                          | Ljudmila Kicsenok                           | –                                           | 71                                          | Nagyija Kicsenok                            | Ukrajna (UKR)                               |
| 28                                          | 135                                         | –                                           | 55                                          | Raluca Olaru                                | –                                           | 80                                          | Andreea Mitu                                | Románia (ROU)                               |
| 29                                          | 135                                         | –                                           | 64                                          | Klaudia Jans-Ignacik                        | –                                           | 71                                          | Paula Kania                                 | Lengyelország (POL)                         |
| 30                                          | 136                                         | –                                           | 38                                          | Anastasia Rodionova                         | –                                           | 98                                          | Arina Rodionova                             | Ausztrália (AUS)                            |
| 31                                          | 209                                         | –                                           | 13                                          | Babos Tímea                                 | –                                           | 196                                         | Jani Réka Luca                              | Magyarország (HUN)                          |
| 32                                          | 239                                         | 88                                          | –                                           | Teliana Pereira                             | –                                           | 151                                         | Paula Cristina Gonçalves                    | Brazília (BRA)                              |

- * Kombinált ranglista. Az A játékos legjobb (egyéni vagy páros) világranglista helyezéséhez hozzáadva B játékos ugyanezen értéke.
- † Egyéni világranglista helyezés
- ‡ Páros világranglista helyezés

## Időpontok
| Augusztus   | Augusztus    | Augusztus | Augusztus | Augusztus                         | Augusztus      | Augusztus   | Augusztus     | Augusztus     | Augusztus |
| 6 (szombat) | 7 (vasárnap) | 8 (hétfő) | 9 (kedd)  | 10 (szerda)                       | 11 (csütörtök) | 12 (péntek) | 13 (szombat)  | 14 (vasárnap) |           |
| 11:00       | 11:00        | 11:00     | 11:00     | —                                 | 12:00          | 12:00       | 12:00         | 12:00         |           |
| ----------- | ------------ | --------- | --------- | --------------------------------- | -------------- | ----------- | ------------- | ------------- | --------- |
| 32 között   | 32 között    | 16 között | 16 között | A mérkőzések eső miatt elmaradtak | Negyeddöntők   | Elődöntők   | Bronzmérkőzés | Döntő         |           |

## Kiemeltek
| #  | Versenyzőpáros                                                                   | Eredmény    | #  | Versenyzőpáros                                              | Eredmény                    |
| -- | -------------------------------------------------------------------------------- | ----------- | -- | ----------------------------------------------------------- | --------------------------- |
| 1. | Egyesült Államok (USA) · Serena Williams · Venus Williams                        | első kör    | 5. | Svájc (SUI) · Bacsinszky Tímea · Martina Hingis             | döntő, ezüstérmesek         |
| 2. | Franciaország (FRA) · Caroline Garcia · Kristina Mladenovic                      | első kör    | 6. | Csehország (CZE) · Andrea Hlaváčková · Lucie Hradecká       | elődöntő, negyedik helyezés |
| 3. | Tajvan (TPE) · Csang Hao-csing (Chan Hao-ching) · Csan Jung-zsan (Chan Yung-jan) | negyeddöntő | 7. | Oroszország (RUS) · Jekatyerina Makarova · Jelena Vesznyina | bajnokok, aranyérmesek      |
| 4. | Spanyolország (ESP) · Garbiñe Muguruza · Carla Suárez Navarro                    | negyeddöntő | 8. | Olaszország (ITA) · Sara Errani · Roberta Vinci             | negyeddöntő                 |

## Tábla
- R = feladták
- w/o = az ellenfél visszalépett
- INV = Háromoldalú bizottság meghívása alapján
- IP = ITF szabadkártya
- Alt = Helyettesítő
- PR = Védett ranglistával

### Döntők
|  | Elődöntők | Elődöntők                                                   | Elődöntők | Elődöntők                                       | Elődöntők |   |                                                             | Döntő         | Döntő                                                 | Döntő         | Döntő         | Döntő         |  |
|  |           |                                                             |           |                                                 |           |   |                                                             |               |                                                       |               |               |               |  |
|  | .         | Csehország (CZE) · Lucie Šafářová · Barbora Strýcová        | 67        | 4                                               |           |   |                                                             |               |                                                       |               |               |               |  |
|  | .         | Csehország (CZE) · Lucie Šafářová · Barbora Strýcová        | 67        | 4                                               |           |   |                                                             |               |                                                       |               |               |               |  |
|  | 7         | Oroszország (RUS) · Jekatyerina Makarova · Jelena Vesznyina | 79        | 6                                               |           |   |                                                             |               |                                                       |               |               |               |  |
|  | 7         | Oroszország (RUS) · Jekatyerina Makarova · Jelena Vesznyina | 79        | 6                                               |           | 7 | Oroszország (RUS) · Jekatyerina Makarova · Jelena Vesznyina | 6             | 6                                                     |               |               |               |  |
|  |           |                                                             |           |                                                 |           | 7 | Oroszország (RUS) · Jekatyerina Makarova · Jelena Vesznyina | 6             | 6                                                     |               |               |               |  |
|  |           |                                                             | 5         | Svájc (SUI) · Bacsinszky Tímea · Martina Hingis | 4         | 4 |                                                             |               |                                                       |               |               |               |  |
|  | 5         | Svájc (SUI) · Bacsinszky Tímea · Martina Hingis             | 5         | Svájc (SUI) · Bacsinszky Tímea · Martina Hingis | 4         | 4 | 5                                                           | 7             | 6                                                     |               |               |               |  |
|  | 5         | Svájc (SUI) · Bacsinszky Tímea · Martina Hingis             |           |                                                 |           |   | 5                                                           | 7             | 6                                                     |               |               |               |  |
|  | 6         | Csehország (CZE) · Andrea Hlaváčková · Lucie Hradecká       | 7         | 63                                              | 2         |   |                                                             | Bronzmérkőzés | Bronzmérkőzés                                         | Bronzmérkőzés | Bronzmérkőzés | Bronzmérkőzés |  |
|  | 6         | Csehország (CZE) · Andrea Hlaváčková · Lucie Hradecká       | 7         | 63                                              | 2         |   |                                                             |               |                                                       |               |               |               |  |
|  |           |                                                             |           |                                                 |           |   |                                                             |               |                                                       |               |               |               |  |
|  |           |                                                             |           |                                                 |           |   |                                                             | .             | Csehország (CZE) · Lucie Šafářová · Barbora Strýcová  | 7             | 6             |               |  |
|  |           |                                                             |           |                                                 |           |   |                                                             | .             | Csehország (CZE) · Lucie Šafářová · Barbora Strýcová  | 7             | 6             |               |  |
|  |           |                                                             |           |                                                 |           |   |                                                             | 6             | Csehország (CZE) · Andrea Hlaváčková · Lucie Hradecká | 5             | 1             |               |  |

### Felső ág
|  | 1. kör | 1. kör                                                                | 1. kör | 1. kör | 1. kör |  |  | 2. kör | 2. kör                                                                | 2. kör | 2. kör                                                      | 2. kör |   |   | Negyeddöntők | Negyeddöntők                                                  | Negyeddöntők | Negyeddöntők                                                | Negyeddöntők |   |  | Elődöntők | Elődöntők | Elődöntők | Elődöntők | Elődöntők |  |
|  |        |                                                                       |        |        |        |  |  |        |                                                                       |        |                                                             |        |   |   |              |                                                               |              |                                                             |              |   |  |           |           |           |           |           |  |
|  | 1      | Egyesült Államok (USA) · Serena Williams · Venus Williams             | 3      | 4      |        |  |  |        |                                                                       |        |                                                             |        |   |   |              |                                                               |              |                                                             |              |   |  |           |           |           |           |           |  |
|  |        | Csehország (CZE) · Lucie Šafářová · Barbora Strýcová                  | 6      | 6      |        |  |  |        | Csehország (CZE) · Lucie Šafářová · Barbora Strýcová                  | 64     | 6                                                           | 6      |   |   |              |                                                               |              |                                                             |              |   |  |           |           |           |           |           |  |
|  | IP     | Lengyelország (POL) · Klaudia Jans-Ignacik · Paula Kania              | 4      | 7      | 3      |  |  | IP     | Kanada (CAN) · Eugenie Bouchard · Gabriela Dabrowski                  | 7      | 2                                                           | 4      |   |   |              |                                                               |              |                                                             |              |   |  |           |           |           |           |           |  |
|  | IP     | Kanada (CAN) · Eugenie Bouchard · Gabriela Dabrowski                  | 6      | 5      | 6      |  |  |        |                                                                       |        |                                                             |        |   |   |              | Csehország (CZE) · Lucie Šafářová · Barbora Strýcová          | 4            | 6                                                           | 6            |   |  |           |           |           |           |           |  |
|  | IP     | Ukrajna (UKR) · Ljudmila Kicsenok · Nagyija Kicsenok                  | 0      | 3      |        |  |  |        |                                                                       | 8      | Olaszország (ITA) · Sara Errani · Roberta Vinci             | 6      | 4 | 4 |              |                                                               |              |                                                             |              |   |  |           |           |           |           |           |  |
|  |        | Kína (CHN) · Hszü Ji-fan (Xu Ji-fan) · Cseng Szaj-szaj (Zheng Saisai) | 6      | 6      |        |  |  |        | Kína (CHN) · Hszü Ji-fan (Xu Ji-fan) · Cseng Szaj-szaj (Zheng Saisai) | 2      | 3                                                           |        |   |   |              |                                                               |              |                                                             |              |   |  |           |           |           |           |           |  |
|  |        | Németország (GER) · Angelique Kerber · Andrea Petković                | 2      | 2      |        |  |  | 8      | Olaszország (ITA) · Sara Errani · Roberta Vinci                       | 6      | 6                                                           |        |   |   |              |                                                               |              |                                                             |              |   |  |           |           |           |           |           |  |
|  | 8      | Olaszország (ITA) · Sara Errani · Roberta Vinci                       | 6      | 6      |        |  |  |        |                                                                       |        |                                                             |        |   |   |              | Csehország (CZE) · Lucie Šafářová · Barbora Strýcová          | 67           | 4                                                           |              |   |  |           |           |           |           |           |  |
|  | 4      | Spanyolország (ESP) · Garbiñe Muguruza · Carla Suárez Navarro         | 78     | 6      |        |  |  |        |                                                                       |        |                                                             |        |   |   |              |                                                               | 7            | Oroszország (RUS) · Jekatyerina Makarova · Jelena Vesznyina | 79           | 6 |  |           |           |           |           |           |  |
|  | IP     | Brazília (BRA) · Paula Cristina Gonçalves · Teliana Pereira           | 6      | 2      |        |  |  | 4      | Spanyolország (ESP) · Garbiñe Muguruza · Carla Suárez Navarro         | 7      | 2                                                           | 6      |   |   |              |                                                               |              |                                                             |              |   |  |           |           |           |           |           |  |
|  |        | Kazahsztán (KAZ) · Jaroszlava Svedova · Galina Voszkobojeva           | 1      | 0r     |        |  |  | Alt    | Belgium (BEL) · Kirsten Flipkens · Yanina Wickmayer                   | 5      | 6                                                           | 2      |   |   |              |                                                               |              |                                                             |              |   |  |           |           |           |           |           |  |
|  | Alt    | Belgium (BEL) · Kirsten Flipkens · Yanina Wickmayer                   | 6      | 0      |        |  |  |        |                                                                       |        |                                                             |        |   |   | 4            | Spanyolország (ESP) · Garbiñe Muguruza · Carla Suárez Navarro | 3            | 4                                                           |              |   |  |           |           |           |           |           |  |
|  | IP     | Magyarország (HUN) · Babos Tímea · Jani Réka Luca                     | 3      | 4      |        |  |  |        |                                                                       | 7      | Oroszország (RUS) · Jekatyerina Makarova · Jelena Vesznyina | 6      | 6 |   |              |                                                               |              |                                                             |              |   |  |           |           |           |           |           |  |
|  | IP     | Románia (ROU) · Andreea Mitu · Raluca Olaru                           | 6      | 6      |        |  |  | IP     | Románia (ROU) · Andreea Mitu · Raluca Olaru                           | 1      | 4                                                           |        |   |   |              |                                                               |              |                                                             |              |   |  |           |           |           |           |           |  |
|  | IP     | Ausztrália (AUS) · Anastasia Rodionova · Arina Rodionova              | 1      | 2      |        |  |  | 7      | Oroszország (RUS) · Jekatyerina Makarova · Jelena Vesznyina           | 6      | 6                                                           |        |   |   |              |                                                               |              |                                                             |              |   |  |           |           |           |           |           |  |
|  | 7      | Oroszország (RUS) · Jekatyerina Makarova · Jelena Vesznyina           | 6      | 6      |        |  |  |        |                                                                       |        |                                                             |        |   |   |              |                                                               |              |                                                             |              |   |  |           |           |           |           |           |  |

### Alsó ág
|  | 1. kör | 1. kör                                                                           | 1. kör | 1. kör | 1. kör |  |  | 2. kör | 2. kör                                                                           | 2. kör | 2. kör                                                                           | 2. kör |   |   | Negyeddöntők | Negyeddöntők                                          | Negyeddöntők | Negyeddöntők                                          | Negyeddöntők |    |   | Elődöntők | Elődöntők | Elődöntők | Elődöntők | Elődöntők |  |
|  |        |                                                                                  |        |        |        |  |  |        |                                                                                  |        |                                                                                  |        |   |   |              |                                                       |              |                                                       |              |    |   |           |           |           |           |           |  |
|  | 5      | Svájc (SUI) · Bacsinszky Tímea · Martina Hingis                                  | 6      | 4      | 6      |  |  |        |                                                                                  |        |                                                                                  |        |   |   |              |                                                       |              |                                                       |              |    |   |           |           |           |           |           |  |
|  |        | Ausztrália (AUS) · Daria Gavrilova · Samantha Stosur                             | 4      | 6      | 2      |  |  | 5      | Svájc (SUI) · Bacsinszky Tímea · Martina Hingis                                  | 6      | 6                                                                                |        |   |   |              |                                                       |              |                                                       |              |    |   |           |           |           |           |           |  |
|  |        | Spanyolország (ESP) · Anabel Medina Garrigues · Arantxa Parra Santonja           | 1      | 1      |        |  |  |        | Egyesült Államok (USA) · Bethanie Mattek-Sands · Coco Vandeweghe                 | 4      | 4                                                                                |        |   |   |              |                                                       |              |                                                       |              |    |   |           |           |           |           |           |  |
|  |        | Egyesült Államok (USA) · Bethanie Mattek-Sands · Coco Vandeweghe                 | 6      | 6      |        |  |  |        |                                                                                  |        |                                                                                  |        |   |   | 5            | Svájc (SUI) · Bacsinszky Tímea · Martina Hingis       | 6            | 6                                                     |              |    |   |           |           |           |           |           |  |
|  |        | Nagy-Britannia (GBR) · Konta Johanna · Heather Watson                            | 6      | 6      |        |  |  |        |                                                                                  | 3      | Tajvan (TPE) · Csang Hao-csing (Chan Hao-ching) · Csan Jung-zsan (Chan Yung-jan) | 3      | 0 |   |              |                                                       |              |                                                       |              |    |   |           |           |           |           |           |  |
|  |        | Szerbia (SRB) · Jelena Janković · Aleksandra Krunić                              | 2      | 1      |        |  |  |        | Nagy-Britannia (GBR) · Konta Johanna · Heather Watson                            | 6      | 0                                                                                | 4      |   |   |              |                                                       |              |                                                       |              |    |   |           |           |           |           |           |  |
|  |        | Románia (ROU) · Irina-Camelia Begu · Monica Niculescu                            | 7      | 4      | 3      |  |  | 3      | Tajvan (TPE) · Csang Hao-csing (Chan Hao-ching) · Csan Jung-zsan (Chan Yung-jan) | 3      | 6                                                                                | 6      |   |   |              |                                                       |              |                                                       |              |    |   |           |           |           |           |           |  |
|  | 3      | Tajvan (TPE) · Csang Hao-csing (Chan Hao-ching) · Csan Jung-zsan (Chan Yung-jan) | 5      | 6      | 6      |  |  |        |                                                                                  |        |                                                                                  |        |   |   | 5            | Svájc (SUI) · Bacsinszky Tímea · Martina Hingis       | 5            | 7                                                     | 6            |    |   |           |           |           |           |           |  |
|  | 6      | Csehország (CZE) · Andrea Hlaváčková · Lucie Hradecká                            | 7      | 1      | 6      |  |  |        |                                                                                  |        |                                                                                  |        |   |   |              |                                                       | 6            | Csehország (CZE) · Andrea Hlaváčková · Lucie Hradecká | 7            | 63 | 2 |           |           |           |           |           |  |
|  |        | Ukrajna (UKR) · Olha Szavcsuk · Elina Szvitolina                                 | 61     | 6      | 4      |  |  | 6      | Csehország (CZE) · Andrea Hlaváčková · Lucie Hradecká                            | 6      | 6                                                                                |        |   |   |              |                                                       |              |                                                       |              |    |   |           |           |           |           |           |  |
|  | PR     | Kína (CHN) · Peng Suaj (Peng Shuai) · Csang Suaj (Zhang Shuai)                   | 78     | 5      | 7      |  |  | PR     | Kína (CHN) · Peng Suaj (Peng Shuai) · Csang Suaj (Zhang Shuai)                   | 4      | 4                                                                                |        |   |   |              |                                                       |              |                                                       |              |    |   |           |           |           |           |           |  |
|  |        | India (IND) · Szánija Mirza · Prarthana Thombare                                 | 6      | 7      | 5      |  |  |        |                                                                                  |        |                                                                                  |        |   |   | 6            | Csehország (CZE) · Andrea Hlaváčková · Lucie Hradecká | 6            | 4                                                     | 7            |    |   |           |           |           |           |           |  |
|  |        | Oroszország (RUS) · Darja Kaszatkina · Szvetlana Kuznyecova                      | 6      | 6      |        |  |  |        |                                                                                  |        | Oroszország (RUS) · Darja Kaszatkina · Szvetlana Kuznyecova                      | 1      | 6 | 5 |              |                                                       |              |                                                       |              |    |   |           |           |           |           |           |  |
|  |        | Németország (GER) · Anna-Lena Grönefeld · Laura Siegemund                        | 1      | 4      |        |  |  |        | Oroszország (RUS) · Darja Kaszatkina · Szvetlana Kuznyecova                      | 6      | 1                                                                                | 6      |   |   |              |                                                       |              |                                                       |              |    |   |           |           |           |           |           |  |
|  | IP     | Japán (JPN) · Doi Miszaki · Hozumi Eri                                           | 6      | 0      | 6      |  |  | IP     | Japán (JPN) · Doi Miszaki · Hozumi Eri                                           | 4      | 6                                                                                | 1      |   |   |              |                                                       |              |                                                       |              |    |   |           |           |           |           |           |  |
|  | 2      | Franciaország (FRA) · Caroline Garcia · Kristina Mladenovic                      | 0      | 6      | 4      |  |  |        |                                                                                  |        |                                                                                  |        |   |   |              |                                                       |              |                                                       |              |    |   |           |           |           |           |           |  |

## Végeredmény
| Helyezés | Csapat                                                                          | Kiemelés |
| -------- | ------------------------------------------------------------------------------- | -------- |
| Arany    | Oroszország (RUS) · Jekatyerina Makarova − Jelena Vesznyina                     | 7.       |
| Ezüst    | Svájc (SUI) · Bacsinszky Tímea − Martina Hingis                                 | 5.       |
| Bronz    | Csehország (CZE) · Lucie Šafářová − Barbora Strýcová                            |          |
| 4.       | Csehország (CZE) · Andrea Hlaváčková − Lucie Hradecká                           | 6.       |
| 5.       | Olaszország (ITA) · Sara Errani − Roberta Vinci                                 | 8.       |
| 5.       | Spanyolország (ESP) · Garbiñe Muguruza − Carla Suárez Navarro                   | 4.       |
| 5.       | Tajvan (TPE) · Csan Hao-csing (Chan Hao-ching) − Csan Jung-zsan (Chan Yung-jan) | 3.       |
| 5.       | Oroszország (RUS) · Darja Kaszatkina − Szvetlana Kuznyecova                     |          |
| 9.       | Kanada (CAN) · Eugenie Bouchard − Gabriela Dabrowski                            |          |
| 9.       | Kína (CHN) · Hszü Ji-fan (Xu Ji-fan) − Cseng Szaj-szaj (Zheng Saisai)           |          |
| 9.       | Belgium (BEL) · Kirsten Flipkens − Yanina Wickmayer                             |          |
| 9.       | Románia (ROU) · Andreea Mitu − Raluca Olaru                                     |          |
| 9.       | Egyesült Államok (USA) · Bethanie Mattek-Sands − Coco Vandeweghe                |          |
| 9.       | Nagy-Britannia (GBR) · Konta Johanna − Heather Watson                           |          |
| 9.       | Kína (CHN) · Peng Suaj (Peng Shuai) − Csang Suaj (Zhang Shuai)                  |          |
| 9.       | Japán (JPN) · Doi Miszaki − Hozumi Eri                                          |          |
| 17.      | Egyesült Államok (USA) · Serena Williams − Venus Williams                       | 1.       |
| 17.      | Lengyelország (POL) · Klaudia Jans-Ignacik − Paula Kania                        |          |
| 17.      | Ukrajna (UKR) · Ljudmila Kicsenok − Nagyija Kicsenok                            |          |
| 17.      | Németország (GER) · Angelique Kerber − Andrea Petković                          |          |
| 17.      | Brazília (BRA) · Paula Cristina Gonçalves − Teliana Pereira                     |          |
| 17.      | Kazahsztán (KAZ) · Jaroszlava Svedova − Galina Voszkobojeva                     |          |
| 17.      | Magyarország (HUN) · Babos Tímea − Jani Réka Luca                               |          |
| 17.      | Ausztrália (AUS) · Anastasia Rodionova − Arina Rodionova                        |          |
| 17.      | Ausztrália (AUS) · Daria Gavrilova − Samantha Stosur                            |          |
| 17.      | Spanyolország (ESP) · Anabel Medina Garrigues − Arantxa Parra Santonja          |          |
| 17.      | Szerbia (SRB) · Jelena Janković − Aleksandra Krunić                             |          |
| 17.      | Románia (ROU) · Irina-Camelia Begu − Monica Niculescu                           |          |
| 17.      | Ukrajna (UKR) · Olha Szavcsuk − Elina Szvitolina                                |          |
| 17.      | India (IND) · Szánija Mirza − Prarthana Thombare                                |          |
| 17.      | Németország (GER) · Anna-Lena Grönefeld − Laura Siegemund                       |          |
| 17.      | Franciaország (FRA) · Caroline Garcia − Kristina Mladenovic                     | 2.       |